# Nils Bramstång
Nils Torsten Valter Bramstång, född den 24 juni 1902 i Varberg, död den 13 maj 2002, var en svensk jurist. Han var far till Gunnar Bramstång, Mats, Eva-Agneta och Elsa-Lilianne.
Bramstång avlade studentexamen i Halmstad 1920 och blev samma år student vid Lunds universitet, där han avlade juris kandidatexamen 1925. Han blev extra ordinarie notarie i Svea hovrätt 1925 och genomförde tingstjänstgöring i Gällivare domsaga 1925–1928. Bramstång blev andre rådman i Varbergs rådhusrätt 1930 samt förste rådman och notarius publicus där 1944. Han var sekreterare hos hälsovårdsnämnden i Varberg från 1933 och hos stadsfullmäktige från 1945. Bramstång blev riddare av Vasaorden 1948 och kommendör av Nordstjärneorden 1968. Han vilar på Sankt Jörgens kyrkogård i Varberg.